# Онслундская кирха
Онслундская кирха (швед. Onslunda kyrka) — лютеранский храм в Онслунде, в коммуне Тумелилла в лене Сконе. Является храмом церковного прихода Брёсарп-Транос епархии Лунда Шведской Церкви. Храм построен по проекту архитектора А. Хофа в 1861—1862 годах.
Старая церковь Святого Матфея в Олсунде была построена в XII — начале XIII века. В 1838 году, во время посещения храма, епископ Вильгельм Факсе обратил внимание прихожан на удручающее состояние как самого церковного здания, так и его интерьеров. Он разрешил начать строительство нового храма, только на другом месте, так как прежнее было непригодным из-за повышенной влажности почвы. В июле 1844 года приход объявил о сборе средств, необходимых для возведения новой церкви. Строительные работы начались в 1861 году под руководством Х. Ф. Мёллера из Истада. Автором проекта храма в романском стиле был архитектор А. Хоф из Хельсингборга. Место для строительства новой церкви было выбрано на севере от прежней. Средневековый храм снесли, а его кирпичи использовали при возведении нового церковного здания. Новый храм был построен из серого камня на известковом растворе с кирпичными сводами. Имел выбеленные стены, узкую колокольню со ступенчатым щипцем, выделявшуюся на фоне широкого нефа. Крышу последнего покрыли черепицей, а крыши колокольни и ризницы в апсиде — оцинкованным железом. Вначале крышу ризницы покрывал чёрный просмоленный картон. Над порталом была установлена надпись, что церковь была построена в правление короля Карла XV.
В 1900 году в храме были проведены первые ремонтные работы. Ранее в 1885 году в церкви установили печки, от копоти которых пострадало её внутреннее убранство. В 1902 году был обновлён интерьер, установлен новый алтарь; в 1904 году — новый алтарный образ, триптих кисти Вальфрида Нильссона с изображением Иисуса Христа в окружении людей. Все три картины, представляющие собой живопись маслом на холсте, вставлены в рамы с элементами модерна, неоготики и древнескандинавского стиля. Храм ремонтировали в 1913—1916 годах; капитально в 1932 году, когда в церкви установили систему центрального отопления. Во время реконструкции 1975 года были восстановлены росписи на стенах и фреска, изображавшая звёздное небо в апсиде. В 2004 году в храме установили новые окна.
Из снесённой средневековой церкви в новую перенесли Распятие XIII века, кафедру и алтарный образ. Старую каменную купель для крещения заменили на простую деревянную. Современная каменная купель появилась в храме в 1955 году. Пневматический орган 1912 года работы компании Э. А. Сеттерквист и сыновья с корпусом 1914 года, выполненным архитектором Теодором Волином, был установлен в церкви в 1915 году. Храм рассчитан на двести пятьдесят прихожан. На территории прихода рядом с церковью располагается приходское кладбище. 